# Evena
Evena is een afrotropisch geslacht van vlinders van de Nymphalidae.

## Soorten
- Evena angustatum (C. & R. Felder, [1867])
- Evena crithea (Drury, [1773])
- Evena niji (Fox, 1965)
- Evena oberthueri (Karsch, 1894)
- Evena sikorana (Rogenhofer, 1889)